# Jigawa
Jigawa est un État du nord du Nigeria.

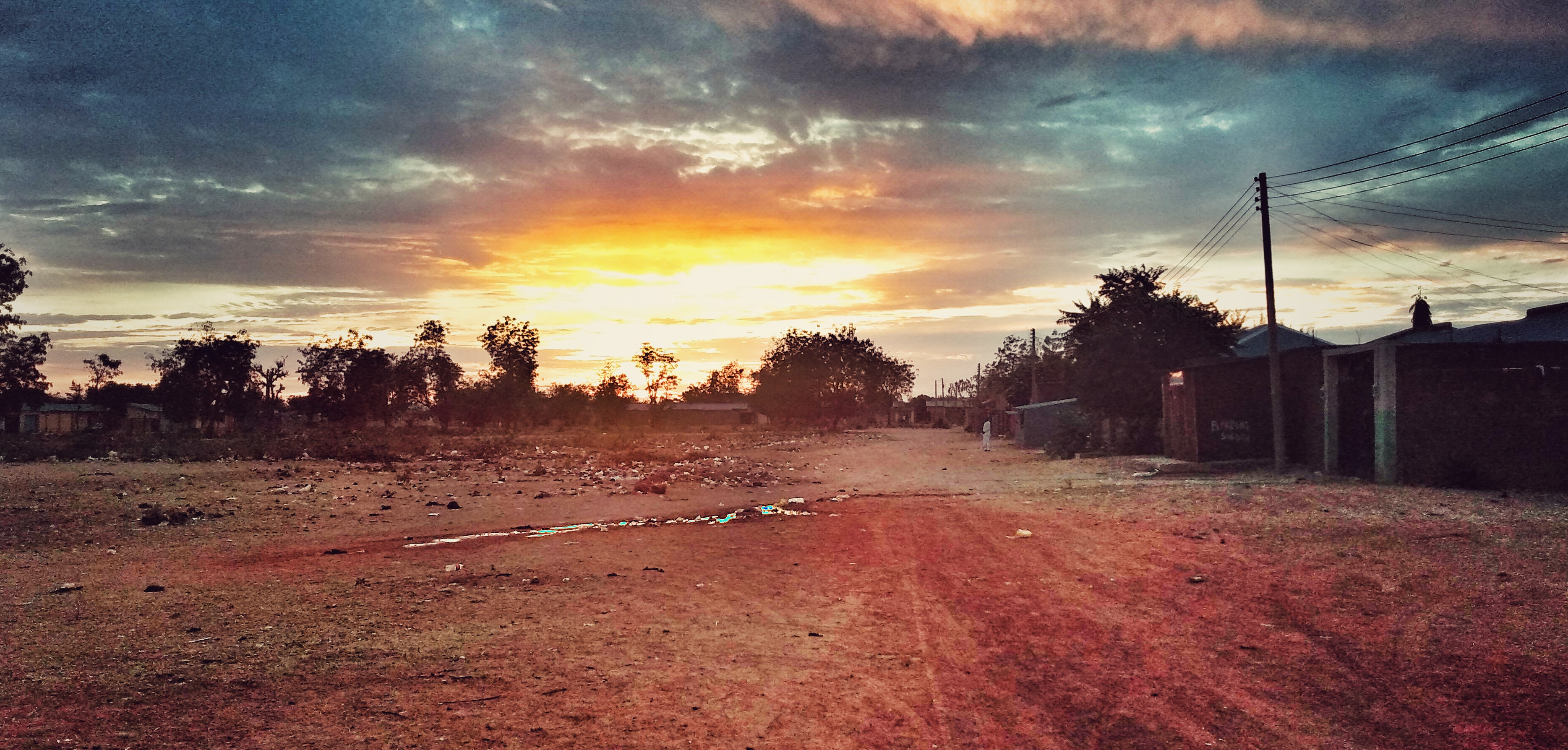

## Histoire
L'État a été créé le 27 août 1991 d'une division de l'État de Kano.

## Géographie
L'État est bordé à l'ouest par les États de Katsina et Kano, à l'est par les États de Bauchi et Yobe et au nord par le Niger.
| Katsina | Zinder         | Yobe   |
| Kano    | État de Jigawa | Bauchi |
|         | Bauchi         | Bauchi |

Les principales villes, outre la capitale Dutse, sont Hadejia, Kazuare, Gumel et Ringim.

## Divisions
L'État de Jigawa est divisé en 27 zones de gouvernement local : Auyo, Babura, Biriniwa, Birnin-Kudu, Buji, Dutse, Gagarawa, Garki, Gumel, Guri, Gwaram, Gwiwa, Hadejia, Jahun, Kafin-Hausa, Kazuare, Kiri-Kasama, Kiyawa, Kuagama, Maigatari, Malam-Maduri, Miga, Ringim, Roni, Sule-Tankakar, Taura et Yankwashi.
L'État de Jigawa est aussi divisé en cinq émirats historiques (Hadejia, Kazuare, Gumel, Ringirn et Dutse) dont les dirigeants n'ont pas de pouvoir politique mais continuent de régner sur les pratiques traditionnelles et gardent un rôle de conseil auprès des instances dirigeantes.